# فتحعلی خان داغستانی
فَتحعَلی خان داغِستانی وزیر اعظم شاه سلطان حسین صفوی بود.
وی از مردم داغستان و مسلمان بود. فتح‌علی خان در سال ۱۱۳۲ ه.ق. تصمیم داشت به هرات و قندهار لشکرکشی کند و طوایف ابدالی و غلجایی را سرکوب کند و به اعاده حاکمیت صفویه در آن مناطق بپردازد. مخالفت‌های محمد حسین ملاباشی و رحیم خان حکیم باشی، باعث ناقص ماندن نقشه سردار شاه سلطان حسین شد و اختلافات میان درباریان و ضعف شخصیت شاه باعث پریشانی کار او گردید. سرانجام به او انگ کودتا علیه شاه زدند و شاه دستور کور کردن او را داد، ولی بعداً از کار خود پشیمان شد و او را مورد ملاطفت قرار داد. سرانجام وی در جریان یورش افغانها به اصفهان به قتل رسید.
برادرزادهٔ او لطفعلی خان داغستانی از سرداران شاه سلطان حسین بود.